# Робер де Бодрикур
Робер (Роберт) де Бодрикур (фр. Robert de Baudricourt; ок. 1400 — февраль или август 1454) — французский военный деятель, сеньор Бодрикура, Блеза, Бусси и Сорси; один из соратников Жанны д'Арк, который помог ей попасть на встречу с будущим французским королём Карлом VII.

## Биография
Сын Льебо де Бодрикура, рыцаря и камергера из герцогства Бара, внук оруженосца Жана де Бодрикура. В 1415 году был назначен капитаном гарнизона крепости Вокулёр, недалеко от деревни Донреми-ла-Пюсель, сменив дядю Жана Дюнуа на этом посту, а также стал бальи Шомона вместо дяди Гийома, бастарда де Пуатье. Был советником при герцоге Бара Рене Добром (Рене Анжуйском).
В мае 1428 года или январе 1429 года с Робером де Бодрикуром встретилась Жанна д'Арк, которая попросила сеньора предоставить ей свиту, поскольку она направлялась к французскому дофину Карлу в Шинон. Изначально де Бодрикур отказался ей помогать, поскольку не воспринимал всерьёз 16-летнюю крестьянскую девушку, однако Жанна настаивала на том, чтобы капитан ей помог, и завоевала поддержку жителей города. В конце концов, де Бодрикур согласился, поскольку его самого грозили снять с должности и заменить лояльным англичанам капитаном. В феврале 1429 года де Бодрикур дал Жанне охрану и перед отъездом сказал девушке:

Иди, и будь что будет!
Оригинальный текст (фр.)Va et advienne que pourra!

Предполагается, что Рене Анжуйский, направивший 29 января послание Роберу де Бодрикуру, обсуждал с ним возможность предоставления свиты Жанне. История показала, что де Бодрикур не прогадал: в дальнейшем он стал оруженосцем, рыцарем и землевладельцем. Вместе с герцогом Бара Рене Добрым он участвовал в битве при Бюльневилле 2 июля 1431 года против англо-бургундских войск, но вынужден был бежать с поля боя, чтобы не попасть в плен к англичанам — Рене, не обладавший опытом командира, попал в плен, а лидер армии Гийом де Барбазан был убит. Де Бодрикура, несмотря на его логичные действия, презрительно потом называли «дезертир из Бюльневилля».

## Семья
Трижды состоял в браке, у него родились семеро детей. Один из его сыновей, Жан де Бодрикур, стал сеньором Шуазёля (1433/1435 — 1499) и маршалом Франции. Внучка Робера, Катрин де Сан-Белан (ум. 1501), дочь Маргариты де Бодрикур и Жоффруа де Сан-Белана, вышла замуж за Жана IV де Шомона Амбуаза, а уже правнучка по имени Рене, дочь Катрин, вышла замуж за прославленного дворянина Луи де Клермона Бюсси д’Амбуаза.

## Память в культуре
- В 1865 году в XIII округе Парижа одна из улиц получила имя Бодрикура[фр.], причём основанием для присвоения имени стал факт, что рядом с улицей находилась площадь Жанны д'Арк[фр.].
- В фильме 1948 года роль Робера де Бодрикура исполнил Джордж Кулурис.
- В телесериале 1999 года роль Робера де Бодрикура исполнил Мори Чайкин.